# Krasin (Schiff, 1917)
Die Krasin (nur deutsch auch Krassin, russisch Красин) ist ein ehemaliger sowjetischer Eisbrecher, der nun als Museumsschiff in Sankt Petersburg liegt. Sie wurde nach Leonid Krassin (engl.,
russ.: Krasin) benannt.
Das Schiff wurde durch die Rettung von Überlebenden der Nobile-Nordpol-Expedition und das Bergen des mit über 1800 Menschen an Bord in Seenot geratenen deutschen Passagierschiffs Monte Cervantes bekannt.

## Konstruktion
Die Krasin wurde 1916/17 während des Ersten Weltkrieges nach Konstruktionen des bereits 1904 gefallenen Vizeadmirals Stepan Makarow im Auftrag des russischen Marineministeriums auf der Werft W.G. Armstrong, Whitworth & Company in Großbritannien gebaut. Ihr ursprünglicher Name lautete nach der russischen Sagengestalt Swiatogor. Im Jahre 1919 wurde sie während des russischen Bürgerkriegs von den Briten konfisziert, konnte aber zwei Jahre später nach diplomatischen Anstrengungen des Volkskommissars Leonid B. Krassin, eines „Kampfgefährten“ von Stalin, von Sowjetrussland zurückgekauft werden. Zu Ehren dieses Mannes wurde sie auf den Namen Krassin (Krasin?) getauft. Sie wurde fortan als Eisbrecher und Rettungsschiff in arktischen Gewässern eingesetzt und war meist in Murmansk oder Archangelsk stationiert.

## Rettungsmissionen

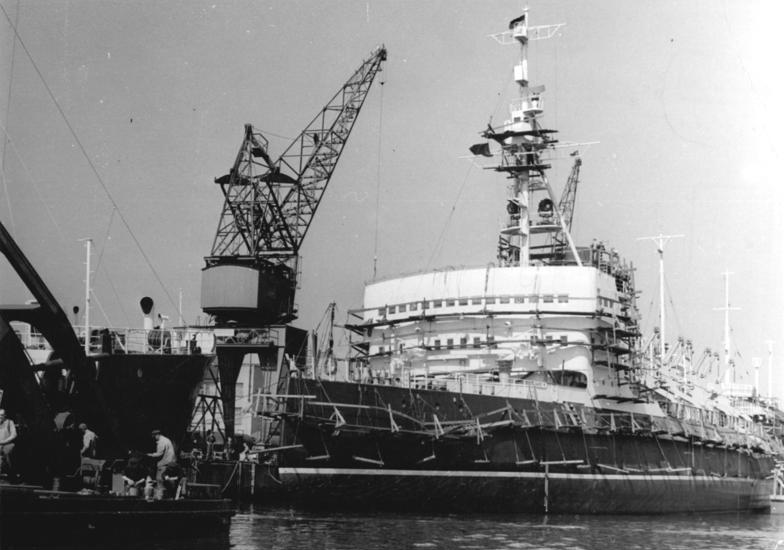
Die Krasin vor dem Auslaufen zur Funktionsprobefahrt am Kai der Wismarer Werft, 1959

Weltweit berühmt wurde die Krasin durch ihren Einsatz bei der Rettung der Italia-Expedition. Im Frühjahr 1928 war General Umberto Nobile mit dem Luftschiff Italia zu seiner zweiten Nordpolfahrt gestartet. Am 25. Mai 1928 war das Luftschiff auf dem Rückweg in der Nähe von Spitzbergen abgestürzt, wobei neun Expeditionsmitglieder sowie Nobile auf eine Eisscholle geschleudert worden waren. Obwohl 16 Schiffe zu der Expedition unterwegs waren, war nur die Krasin in der Lage, den 82. nördlichen Breitengrad zu erreichen und am 12. Juli 1928 die auf der Eisscholle verbliebenen Expeditionsmitglieder zu retten. Diese Rettungsmission wurde in einem Hörspiel von Friedrich Wolf als Stoff aufgegriffen. Das Stück mit dem Titel SOS … rao rao … Foyn – „Krassin“ rettet „Italia“ wurde 1929 von der Funk-Stunde Berlin vertont und ist das älteste, vollständig erhaltene Hörspiel in deutscher Sprache.
Am 24. Juli 1928 geriet das deutsche Passagierschiff Monte Cervantes mit 1.500 Passagieren sowie 325 Besatzungsmitgliedern an Bord vor Spitzbergen in Seenot. Das Schiff war mit einem Eisberg kollidiert und leckgeschlagen. Die Krasin, eigentlich an der Suche nach den verschollenen Besatzungsmitgliedern der Nobile-Nordpol-Expedition sowie der vermissten Besatzung des Suchflugzeuges um Roald Amundsen beteiligt, war nur 80 Seemeilen entfernt und empfing den Notruf der Monte Cervantes. Das Loch in deren Rumpf konnte durch Taucher der Krasin abgedichtet werden. Das Schiff wurde anschließend leergepumpt und wieder seetüchtig gemacht. Alle 1.835 Menschen konnten so gerettet werden.
Diese beiden Rettungen verbesserten das Ansehen der Sowjetunion in Europa erheblich.

## Weitere Verwendung

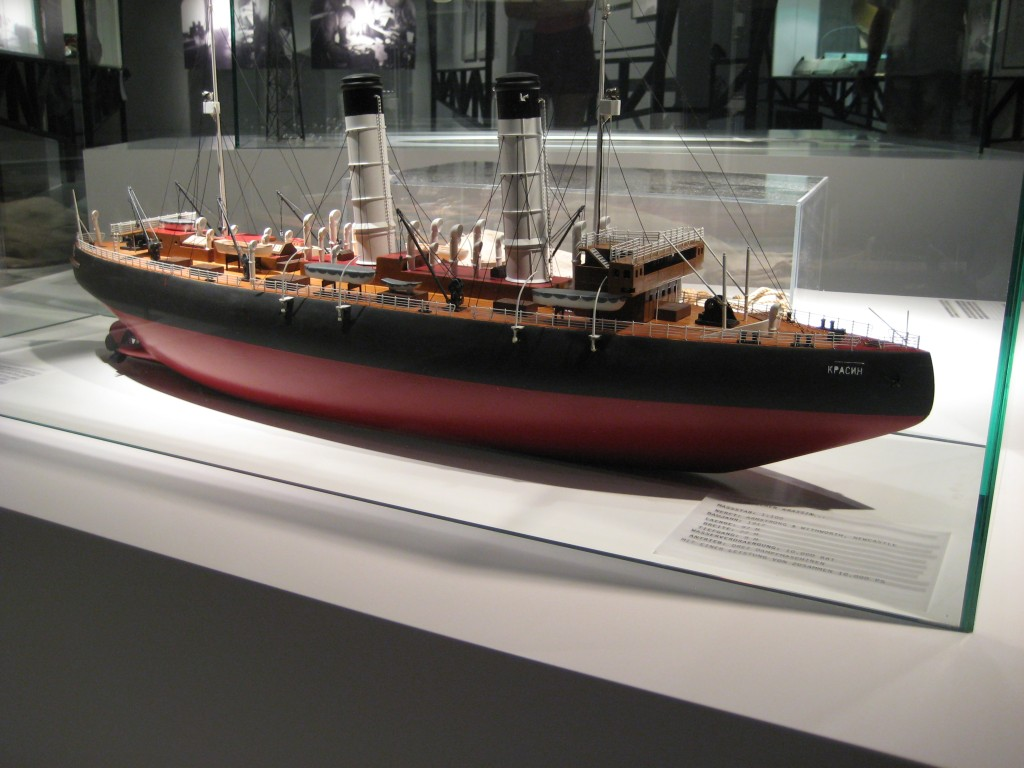
Modell des Eisbrechers

Während des Zweiten Weltkriegs wurde die Krasin zum Schutz von Truppen- und Materialtransporten eingesetzt.
In der zweiten Jahreshälfte 1941 wurde eine Vercharterung an die US-Küstenwache zum Einsatz bei Grönland in Erwägung gezogen. Zu diesem Zweck wurde das Schiff nach Bremerton beordert und dort ausgiebig besichtigt. Trotz eines erheblichen Reparaturbedarfs kam die Küstenwache zu dem Entschluss, das Schiff zu übernehmen. Am 25. November 1941 zog die Sowjetunion jedoch ihr Angebot wegen des eigenen Bedarfs in Archangelsk zurück.
In den Jahren 1953 bis 1960 wurde die Krasin in Wismar einer umfangreichen Modernisierung unterzogen. Unter anderem wurde die ursprüngliche von Richardson, Westgarth & Company gebaute Dampfmaschine durch eine in der DDR gebaute neue Hauptmaschine ersetzt und der Antrieb von Kohle auf Öl umgestellt.
Bis 1972 leistete die Krasin weiter als Eisbrecher Dienst. Danach wurde sie bis 1989 in Spitzbergen als schwimmendes Elektrizitätswerk und Arbeiterbehausung eingesetzt.
Heute liegt sie als Museumsschiff in der Großen Newa am Ufer der Wassiljewski-Insel in Sankt Petersburg. Sie gehört als Außenstelle zum Museum der Weltmeere.
Der Krasin-Nunatakker in der Antarktis ist nach dem Schiff benannt.

## Nachfolger
1976 wurde ein neuer Eisbrecher für die damalige Sowjetunion in Finnland gebaut. Er wurde ebenfalls Krasin getauft und verfügt über einen dieselelektrischen Antrieb.

## Film
- Während der Nobile-Rettungsexpedition drehte der Kameramann Wilhelm Bluwstein an Bord der Krasin Filmaufnahmen, die noch 1928 von den Wassiljew-Brüdern zu dem Dokumentarfilm Eisbrecher Krassin montiert wurden.